# فراس ديراني
فراس ديراني (بالإنجليزية: Firass Dirani)‏ (مواليد 29 أبريل 1984) هو ممثل أسترالي من أصل لبناني اشتهر بدور نيك راسل في برنامج «قوة باور رانجرز» ونشارلي في فيلم «الدمج» وجون إبراهيم في «تحت الصرة: الميل الذهبي».

## أفلامه
- بيتش بلاك (فيلم) (2000) بدور علي
- الضياع (2000) بدور جون سافيديس
- أم أي 7 (فيلم (2003) بدور عميل سري
- جو تشانج (فيلم) (2003) بدور جو تشانج
- المارين (2006) بدور زعيم عصابة
- البالون الأسود (فيلم) (2007) بدور راسل
- أعمال عاطلة (فيلم) (2008) بدور 'ستيفي عالواقف
- الدمج (فيلم) (2009) بدور تشارلي
- نخبة القتلة (فيلم) (2011) بدور بخيت

## المسرح
- حفلة حلم سيدني (2003) بدور إيريال أكروبات
- قصص (2003)
- حلم ليلة منتصف الصيف (2003) بدور بك
- مخاطرة ولد/أوقات أخرى (2003)
- ذا تيمبست (فيلم) (2004) بدور كاليبان

## روابط خارجية
- فراس ديراني على موقع IMDb (الإنجليزية)
- فراس ديراني على موقع ألو سيني (الفرنسية)
- فراس ديراني على موقع أول موفي (الإنجليزية)
- فراس ديراني على موقع قاعدة بيانات الأفلام السويدية (السويدية)
- فراس ديراني على موقع قاعدة بيانات الفيلم (الإنجليزية)
- فراس ديراني على موقع كينوبويسك (الروسية)